# Inharrime
Inharrime é uma vila moçambicana, sede do distrito do mesmo nome (província de Inhambane). A povoação, que foi elevada ao estatuto de vila em 9 de Maio de 1972, está situada cerca de 400km a norte de Maputo e 90km a sul da cidade de Inhambane.
A vila é atravessada pela Estrada Nacional nº 1, rodovia que a liga à cidade de Xai-Xai, ao sul, e à cidade de Maxixe, à norte. Ainda convergem para Inharrime as rodovias R483 (que a liga à Panda) e R480 (que a liga à Mocubi).